# ロベルト・ブンゼン
ロベルト・ヴィルヘルム・ブンゼン（Robert Wilhelm Bunsen、1811年3月31日（30日とも） – 1899年8月16日）は、ドイツの化学者である。自らが改良したバーナー（ブンゼンバーナーと呼ばれる）を利用して、グスタフ・キルヒホフと共に、分光学的方法で1860年にセシウム、1861年にルビジウムを発見した。

## 生涯
ゲッティンゲン出身。1831年秋にゲッティンゲン大学を卒業後、1832年5月から1833年9月までヨーロッパの各地を遍歴した。1834年1月ゲッティンゲン大学講師、1836年4月カッセル工業専門学校教師、1839年8月マールブルク大学員外教授、1841年7月正教授、1851年4月ブレスラウ大学教授を経て1852年8月レオポルト・グメリンの後をついでハイデルベルク大学理学部化学教室の第二代教授になった。
その間、水酸化鉄のヒ素中毒の解毒作用の発見などを行ったが、砒素化合物のカコジルの研究によりヒ素中毒で死にかけた上、カコジルの爆発により右目の視力を失うことになった。
ハイデルベルク大学での門下生には、ロータル・マイヤー、アドルフ・フォン・バイヤー（滞在1856～1858年）、フリードリヒ・バイルシュタイン（同1853～1857年）、ヴィクトル・マイヤー（1889年ブンゼンを継いで第三代化学教室教授となる）、ヘイケ・カメルリング・オネス（同1871～1873年）などがいる。またドミトリ・メンデレーエフも1859年から2年間留学生として滞在した。
1860年王立協会外国人会員選出。1899年ハイデルベルクで没した。1908年に除幕された記念碑の立像部分と思われるものが市内にある。

## 業績
1841年、電池の陽極をそれまで使われていた白金から安価な炭素に変えたブンゼン電池を発明し、それを使った電気分解によりマグネシウムなどの単離を行った。1852年からヘンリー・ロスコーと水素と塩素からの塩化水素の生成の研究を始め、ブンゼン-ロスコーの法則の発見につながった。1853年には、二酸化硫黄が水の存在下ヨウ素により定量的に硫酸に酸化されるブンゼン反応（Bunsen reaction）を発見（この反応は現在もカールフィッシャー滴定に使用されており、また原子炉の熱を利用した水素生成反応への応用も検討されている）。1859年からキルヒホフと分光学の研究を始め、自らが改良したバーナー（ブンゼンバーナーと呼ばれる）を利用して、1860年にセシウム、1861年にルビジウムを発見した。
火山ガスの分析など、後に地球化学の分野になる研究も行った。1870年に氷熱量計、1887年に蒸気熱量計の発明を行った。

## 受賞歴
- 1860年 - コプリ・メダル
- 1877年 - デービーメダル
- 1892年 - ヘルムホルツ・メダル
- 1898年 - アルバート・メダル